# Tony de Ridder

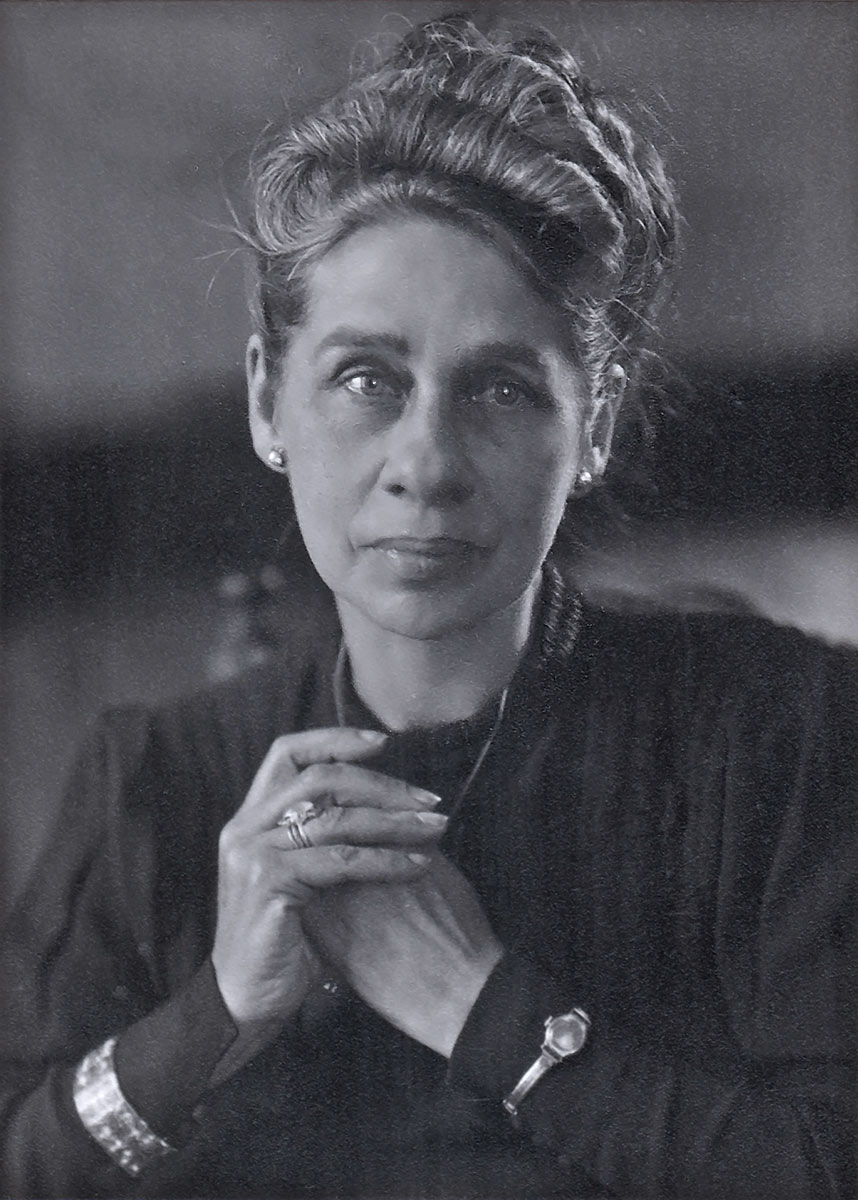
Tony de Ridder, jaartal onbekend. Collectie Stichting Heemkunde Renkum

Antoinette Schottelius-De Ridder (Oude Wetering, 1 november 1886 - Arnhem, 25 december 1971) was een Nederlands dichter, schrijver en vertaler.

## Levensloop
Tony de Ridder werd geboren in Oude Wetering op 1 november 1886. Ze was de dochter van een predikant. Ze had een moeilijke jeugd met veel ziekte en eenzaamheid. Haar vader stierf op jonge leeftijd en na diens dood was haar moeder altijd ziek. Hierdoor begon ze zich steeds meer aangetrokken te voelen tot stilte, eenzaamheid en de ongereptheid van de natuur. In die tijd was haar motto: "Ik verlang niet naar rust, maar naar stilte". Haar religieuze inspiratie vond ze vooral in de natuur en in haar liefde voor dieren en planten, en minder in het kerkelijk leven. In deze meditatieve ontmoetingen met de stilte en de natuur werd haar ervaring met het Alomvattende geboren. Haar hele leven stond in dienst van deze Goddelijke ervaringswereld. Ze publiceerde religieus geïnspireerde poëzie en lyrisch proza, met name bundels met overdenkingen. Haar werk verscheen bij Uitgeverij Ploegsma en had altijd een religieuze ondertoon. In 1926 werd ze benoemd tot lid van de Maatschappij der Nederlandse Letterkunde in Leiden. Deze onderscheiding beschouwde ze als een erkenning van haar literaire kwaliteiten. Vooral in de jaren twintig en jaren dertig werden haar gedichten veel gelezen. Sommige bundels, zoals De boodschap, werden vele malen herdrukt. In die tijd woonde ze in Oosterbeek. Ook onder jongeren was ze populair. Ze reisde in die tijd door het hele land en gaf voordrachten en lezingen. Ze schreef ook boekrecensies en was vertaler. Ze vertaalde uit het Engels, Duits en Frans. In 1936 trouwde ze met een arts uit Freiburg im Breisgau. Hij overleed een week na het huwelijk. In de Tweede Wereldoorlog raakte ze ernstig gewond en haar huis in Oosterbeek werd bij een bombardement in september 1944 verwoest. Na de oorlog bleef ze schrijven en sporadisch publiceren. Haar latere levensjaren waren eenzaam met toenemende doofheid, een slechte gezondheid en financiële problemen. Ze overleed in Arnhem op 25 december 1971.
Ze is begraven op de Algemene Begraafplaats Noord in Oosterbeek.

### Dichtbundels
- 1915 - De stille dagen - Enkele verzen
- 1918 - Blauwe verten
- 1925 - Songs of the soul
- 1928 - Den berg op
- 1929 - Witte wegen
- 1935 - Het licht der wereld (kerstgedichten, samen met Corrie Jacobs)
- 1945 - Wolken boven Hattem
- 1946 - Het weiland

### Overig werk
- 1919 - Meditaties
- 1919 - Oosterbeek en omstreken - Officieele gids van de vereeniging tot bevordering van het vreemdelingenverkeer
- 1924 - Wijd uw dag
- 1925 - Jonge geluiden
- 1926 - De boodschap (kinderboek)
- 1927 - God groet U
- 1929 - Voetsporen
- 1935 - De overkant
- 1936 - Aanrakingen
- 1936 - Rust mijn ziel
- 1936 - Van de bezonkenheid
- 1936 - Een stil uur
- 1936 - Van den akker...
- 1939 - Voor jou
- 1940 - Arno, een hondenleven
- 1942 - Van hier, van daar, van overal